# Rio Crivăţ (Ialomiţa)
O Rio Crivăţ (Ialomiţa) é um rio da Romênia, afluente do Ialomiţa, localizado no distrito de Prahova e Dâmboviţa.